# روب إدواردز (لاعب كرة قدم)
روب إدواردز (بالإنجليزية: Robert Edwards)‏ (1 يناير 1973 في المملكة المتحدة - ) هو مدرب كرة قدم ولاعب كرة قدم بريطاني في مركز الدفاع. شارك مع منتخب ويلز تحت 21 سنة لكرة القدم ومنتخب ويلز لكرة القدم. أما مع النوادي، فقد لعب مع بريستون نورث إيند ونادي إكزتر سيتي ونادي بريستول سيتي ونادي بلاكبول ونادي كارلايل يونايتد.

## مسيرته الكروية
لعب روب إدواردز خلال مسيرته الاحترافية مع 5 أندية في اثنين وعشرين موسمًا وسجل خلالها 17 هدفًا ضمن 659 مباراة. ولم يفز بأي موسم بالكأس أو بالدوري.
خاض روب إدواردز مسيرته مع نادي كارلايل يونايتد في موسم 1989–90 ولمدة موسمين، مشاركًا في 48 مباراة سجل خلالها 5 أهداف. ثم انتقل إلى نادي بريستول سيتي في موسم 1991–92 ليلعب معه ثمانية مواسم، حيث شارك في 216 مباراة سجل خلالها 5 أهداف أيضًا. لينتقل بعدها إلى نادي بريستون نورث إيند في موسم 1999–00 ليلعب معه خمسة مواسم، مشاركًا في 169 مباراة سجل خلالها 4 أهداف. ثم انتقل إلى نادي بلاكبول في موسم 2004–05 ولمدة موسمين، مشاركًا في 58 مباراة سجل خلالها هدفًا واحدًا. هذا وانتقل لاحقًا إلى نادي إكزتر سيتي في موسم 2006–07 ليلعب معه خمسة مواسم، مشاركًا في 168 مباراة سجل خلالها هدفين.

## وصلات خارجية
- روبرت إدواردز على موقع ناشيونال فوتبول تيمز (الإنجليزية)
- روبرت إدواردز على موقع Soccerbase.com (لاعب) (الإنجليزية)